# Alberto Cavalletto
Alberto Cavalletto (né le 28 novembre 1813 à Bassannello de Padoue, décédé le 19 octobre 1897 à Padoue) est un homme politique italien.

## Biographie
De formation d'ingénieur hydraulique, Alberto Cavalletto a des idées politiques libérales, combat en 1848 à Vicence et prend une part active à la défense de Venise.
Arrêté par la police autrichienne en 1852, il est condamné à mort et voit sa peine commuée en seize années de réclusion.
Libéré grâce à l'amnistie de 1856, Cavalletto s'installe dans le Piémont tout en poursuivant avec ferveur son travail de patriote en faveur de l'unité italienne pour la maison de Savoie.
Il participe à la campagne de 1866.
Alberto Cavalletto est sénateur du royaume d'Italie lors de la XVIIIe législature.

## Distinctions
- Ordre des Saints-Maurice-et-Lazare
  - Commandeur le 4 novembre 1866
  - Grand officier le 7 juin 1883
  - Grand cordon le 17 mars 1892
- Ordre de la Couronne d'Italie
  - Chevalier
  - Grand officier le 30 décembre 1872

## Source
- (it) Cet article est partiellement ou en totalité issu de l’article de Wikipédia en italien intitulé « Alberto Cavalletto » (voir la liste des auteurs).